# Sula do Carmo
Sulamita do Carmo da Silva (Rio de Janeiro, 16 de novembro de 1956), conhecida como Sula, é uma política brasileira. Foi deputada estadual do Rio de Janeiro e vice-prefeita de Belford Roxo.

## Biografia
É pedagoga por formação. Na época em que era universitária, estagiava na Secretaria Municipal de Fazenda quando foi convidada pelo então prefeito Joca para assessorá-lo. Desde então, passou a fazer parte da vida política do município. Ao lado de Joca (assassinado em 1995), atuava na assistência social do município.
Assumiu a secretaria de governo de Belford Roxo em 1997. Foi eleita deputada estadual em 1998, com o apoio da prefeita Maria Lúcia, viúva de Joca. Sula afirma que não tinha pretensões eleitorais, mas ganhou a confiança da então prefeita que sempre a apresentava pela cidade. Como deputada, reivindicou a construção de casas populares, do Fórum de Belford Roxo e do Batalhão de Polícia Militar. Deixou o PSDB em 2000, ingressando no PMDB. Se candidatou novamente para deputada estadual em 2002, mas não conseguiu o número de votos necessário.
Em 2004, foi eleita vice-prefeita de Belford Roxo na chapa de Maria Lúcia. Em 2006 saiu do cargo para concorrer novamente à deputada estadual, sendo eleita. Tentou chegar à prefeitura de Belford Roxo em 2008 e ficou em segundo lugar, com cerca de 32% dos votos.
Não se candidatou na eleição de 2012, tendo desistido de concorrer à prefeitura. Foi secretária municipal de Assistência Social e Direitos Humanos de 2013 até 2016. Nesse mesmo ano, filiou-se ao PP. Voltou a tentar a prefeitura de Belford Roxo em 2016, ficando com cerca de 12% dos votos.
Filiou-se ao Avante e foi candidata a deputada federal em 2022. Na época, ela chegou a pedir reforço policial após um grupo atacar apoiadores durante caminhada eleitoral. Obteve 20.401 votos ao fim do pleito, não sendo eleita.